# The Spookshow
The Spookshow ist eine 2001 gegründete schwedische Horrorpunk-Musikgruppe.

## Werdegang
Bereits zwei Jahre vor der Gründung von The Spookshow schrieb Gitarrist Mike Dungeon, inspiriert von den Misfits und den Ramones, das erste Lied („Now I Scream“), das später von der Gruppe, eine der wenigen Horrorpunkbands mit Sängerin, verwendet wird. Im Sommer 2002 erscheinen die beiden Demo-CDs Hellolulia und Back In Hell mit jeweils sieben Liedern und erste Konzertauftritte folgen. Anschließend wird es wieder still um die Band, während die Brüder Knife Dungeon und Mike Dungeon weiterhin Lieder für die Gruppe schreiben. Die Texte von The Spookshow behandeln genretypisch auf humorvolle Weise klassische Serienmörder- und Horrorfilm-Klischees und Elemente aus B-Movies.
2005 wird die Band von den beiden wiederbelebt, das Mitgliedergefüge festigt sich und The Spookshow erhalten einen Plattenvertrag bei Crypt Of Blood Records. Noch im selben Jahr, am 1. November 2005 erscheint mit Psychosexual Chapter I das erste Album einer Trilogie. Im Juni 2007 unterzeichnete die Gruppe einen neuen Plattenvertrag beim deutschen Label Wolverine Records. Das Nachfolgealbum Psychosexual Chapter II sollte zwar bereits im Juni 2006 erscheinen, jedoch verzögerte sich die Arbeit daran aufgrund der Schwangerschaft von Sängerin Miss Behave. Dennoch lag die Band dann in den Folgejahren auf Eis. Erst im Frühjahr 2013 wurde sie von Knife und Mike Dungeon, den Bandgründern, die sich auch für alle Lieder und Texte verantwortlich zeigen, mit neuen Bandmitgliedern wiederbelebt. 14 Lieder wurden, nun auch mit neuer Sängerin, bereits als Demo eingespielt und sollen als Album Psychosexual Chapter III erscheinen.
Die ehemaligen The Spookshow-Bandmitglieder Miss Behave, Deadbeat und Carol Anne waren ab 2012 in ihrer Band Miss Behave & The Caretakers aktiv. Das 2013 erschienene Debütalbum Daddy's Freakshow weist dabei starke Ähnlichkeit zu The Spookshow auf. Nach einem Wechsel der Sängerin nennt sich die Gruppe inzwischen Mad Mary & The Caretakers.

## Diskographie

### Alben
- 2005: Psychosexual Chapter I
- 2006: Psychosexual Chapter II

### Demos
- 2002: Hellolulia
- 2002: Back In Hell